# Jorgos Katidis
Jorgos Katidis (gr.:Γιώργος Κατίδης; ur. 12 lutego 1993) – grecki piłkarz, który obecnie gra w drużynie FK Olympia Praga.

## Kariera klubowa

### Aris
Katidis swoją karierę rozpoczynał przechodząc przez kolejne kategorie wiekowe w klubie Aris FC i zadebiutował w pierwszej drużynie w wieku 17 lat.

### AEK Ateny
27 sierpnia 2012, Katidis podpisał 4-letni kontrakt z zespołem AEK Ateny. Stołeczny klub zapłacił za niego 200 000 €.
Jednak już w pierwszym sezonie w nowym klubie Katidis doprowadził do kontrowersji, o której głośno zrobiło się na całym świecie. 16 marca 2013 po zdobyciu zwycięskiego gola w meczu przeciwko Werii wykonał gest, który wyglądał jak nazistowskie pozdrowienie Heil Hitler. Jego zachowanie spotkało się z ostrym potępieniem ze strony polityków, kibiców oraz mediów. Później w wywiadach przyznał, że nie miał pojęcia co oznacza ten gest, a w ten sposób chciał zadedykować bramkę koledze siedzącemu na trybunach. Niemiecki trener AEK-u Ewald Lienen powiedział "zawodnik nie miał pojęcia o polityce". Grecki Związek Piłki Nożnej pozostał jednak niewzruszony na te tłumaczenia i jednogłośnie ukarał Katidisa dożywotnim zakazem występu we wszystkich reprezentacjach Grecji oraz nałożył na niego karę w wysokości 50 000 euro. Później również AEK zawiesił go w prawach zawodnika do końca sezonu. Bez niego w składzie AEK nie wygrał już żadnego meczu do końca sezonu i po raz pierwszy w swojej historii spadł z ligi.

### Novara Calcio
Po całym zamieszaniu związanym z jego osobą, Katidis wyjechał z kraju i podpisał kontrakt z zespołem włoskiej Serie B – Novara Calcio. Właściciel Novary – Massimo De Salvo, po zatrudnieniu Katidisa od razu powiedział, że nie zamierza "umniejszać znaczenia" tego incydentu. "Nie mamy zamiaru umniejszać znaczenia tego gestu. To był wyraz braku szacunku dla milionów ludzi, którzy przeżyli, ale także oddali swoje życie przez tych, którzy wierzyli w fałszywe idee oraz mity. Salvo przyznał jednak także, że żal za swój błąd był kluczowym czynnikiem w rozpoczęciu negocjacji z Katidisem. "Chcemy dać mu drugą szansę, ponieważ wierzymy, że pomimo tak poważnego błędu, zasłużył na kolejną szansę". Włoskie media niemal natychmiast nazwały Katidisa "greckim Di Canio", nawiązując do ówczesnego szkoleniowca Sunderlandu, który wywołał podobny skandal, będąc piłkarzem Lazio, świętując zdobycie gola wykonaniem salutu rzymskiego. Ostatecznie Katidis podpisał roczny kontrakt z możliwością przedłużenia go o kolejny rok.
31 lipca 2014 Novara ogłosiła zakończenie współpracy z piłkarzem.

### Weria
Po rocznym pobycie poza Grecją, Katidis powrócił do kraju podpisując dwuletni kontrakt z zespołem Werii. Jorgos doczekał się oficjalnego debiutu 20 września 2014 w przegranym meczu wyjazdowym przeciwko Olympiakosowi w Pireusie. Drugi raz wystąpił w meczu przeciwko zespołowi Ermionida w Pucharze Grecji. 26 stycznia 2015 Katidis rozwiązał kontrakt z zespołem z powodu niesatysfakcjonujących występów.

### Lewadiakos
29 stycznia 2015 Katidis podpisał 2,5-letni kontrakt z innym klubem Superleague Ellada – APO Lewadiakos. W barwach tego klubu wystąpił zaledwie 9-krotnie i po zakończeniu sezonu rozstał się z klubem.

### Panejalios
Przez kolejny rok Katidis pozostawał bez klubu i dopiero 27 sierpnia 2016 roku podpisał roczną umowę z klubem Football League – Panejalios JS. W klubie tym występował, jednak tylko w rundzie jesiennej, po której postanowił po raz kolejny wyjechać z kraju.

### FF Jaro
Tym razem Jorgos trafił do Finlandii, a konkretnie drużyny FF Jaro. Pomimo dobrej formy prezentowanej zwłaszcza w krajowym pucharze, zawodnik postanowił po raz kolejny opuścić klub po zaledwie pół roku.

### FK Olympia Praga
Olympia Praga to już 8. klub w karierze zawodnika. Trafił tutaj dzięki greckiemu właścicielowi klubu – Angelosowi Goulisowi.

## Kariera międzynarodowa
Katidis szybko został kapitanem reprezentacji Grecji do lat 17, a później kolejno także do lat 19 oraz 21, dzięki znakomitym występom jeszcze w barwach Arisu. Był również kapitanem reprezentacji do lat 19, która grała przeciwko Hiszpanii w finale mistrzostw Europy 2012 rozgrywanych w Estonii.